# Кам'яниця Брамівська
49°50′35″ пн. ш. 24°1′48″ сх. д. / 49.84306° пн. ш. 24.03000° сх. д.
Кам'яниця Брамівська — житловий будинок XVIII століття, пам'ятка архітектури місцевого значення (охоронний № 120, конскрипційний № 115). Розташований в історичному центрі Львова, на розі вулиць Краківської та Вірменської.

## Історія
Сучасна будівля зведена у 1776 році на місці двох середньовічних кам'яниць, які мали типове для тих часів вузьке видовжене планування: Брамівської (Абрагамівської) та Чеховичівської. Замовником будівництва виступив радник магістрату Ян Непомук Скроховський.
Первісно будівля була триповерховою, а в 1864 році кам'яницю відреставрували та добудували четвертий поверх. У 1830-х роках фасад, що виходить на вулицю Краківську, прикрасили ліпним оздобленням, ймовірно, роботи скульпторів Йоганна Шімзера та Фридерика Баумана. У першій половині XIX століття у кам'яниці перебувала частина урядовців магістрату, яких виселили з ратуші, де йшли роботи із її перебудування.
У 1873—1895 роках у будинку винаймали приміщення товариства «Просвіта» і «Руська бесіда». Цікаво, що в ті часи кам'яниця мала назву «Під паровим кораблем»
У 1908 році надбудували приміщення у подвір'ї, прилеглому до сусіднього будинку № 16 по вулиці Краківській. У 1926 році (за іншими джерелами — у 1928 році) архітектор Юзеф Авін відновив фасад, надавши йому натурального вигляду каменю або тиньку, а архітектор Юзеф Торн реконструював вітрини першого поверху.
За даними міських архівів у 1871 році кам'яницею володів Абрам Лейб Бах, у 1889 році — Маєр Бах, у 1916 році — спадкоємці Векселів, у 1934 році — Саля Ауербах.
У 1930-х роках на першому поверсі кам'яниці розташовувалося шість крамниць, серед яких був магазин пива і вина Векселя та магазин взуття Фурмана. У 1936 році перебудували низку віконних прорізів, зробивши їх однаковими.
До самої смерті в будинку проживав український поет, автор гімну Українських Січових Стрільців «Ой у лузі червона калина» Степан Чарнецький.
За радянських часів тут містилися хімчистка і фарбування одягу.
У 1980-х роках у будинку проводилися ремонтно-відновлювані роботи.

## Опис
Будинок наріжний, чотириповерховий (первісно — триповерховий), перший поверх зведено з каменю, інші — з цегли. У плані витягнутий, наближений до прямокутника, з півночі прилягає до Вірменського собору, утворюючи з останнім невелике внутрішнє подвір'я. Внутрішнє планування коридорно-анфіладного типу.
Головний фасад, що виходить на вулицю Краківську, тинькований, п'ятивіконний, перебудований у другій половині XIX у стилі ампір. Фасад, що виходить на вулицю Вірменську, укріплений контрфорсами та має набагато стриманіше декорування.
На першому поверсі збереглися первісні аркові віконні прорізи із профільованим обрамленням. Вікна другого-четвертого поверхів прямокутні, на другому поверсі декоровані обрамуваннями та прямолінійними сандриками із ліпниною у вигляді гірлянд і орлів (з боку вулиці Краківської) та лише гірлянд (з боку вулиці Вірменської). Вікна третього поверху прикрашені знизу консолями із рослинним декором.
Основний акцент головного фасаду створює балкон на могутніх консолях, на другому поверсі. Балкон огороджений кованою металевою решіткою, виконаною у стилі пізнього класицизму. В центрі решітки, у колі, розміщена монограма «J. G.» і дата «1864», яка відповідає року реконструкції будинку.
Перший і другий, та третій і четвертий поверхи відокремлюються профільованими карнизами. На головному фасаді розташовані дерев'яні двостулкові вхідні двері із світликом.
В інтер'єрі будинку збереглися дві сходові клітини, виконані у стилі ампір, та поруччя сходів, виконані у конструктивістському напрямі стилю ар деко.

## Галерея

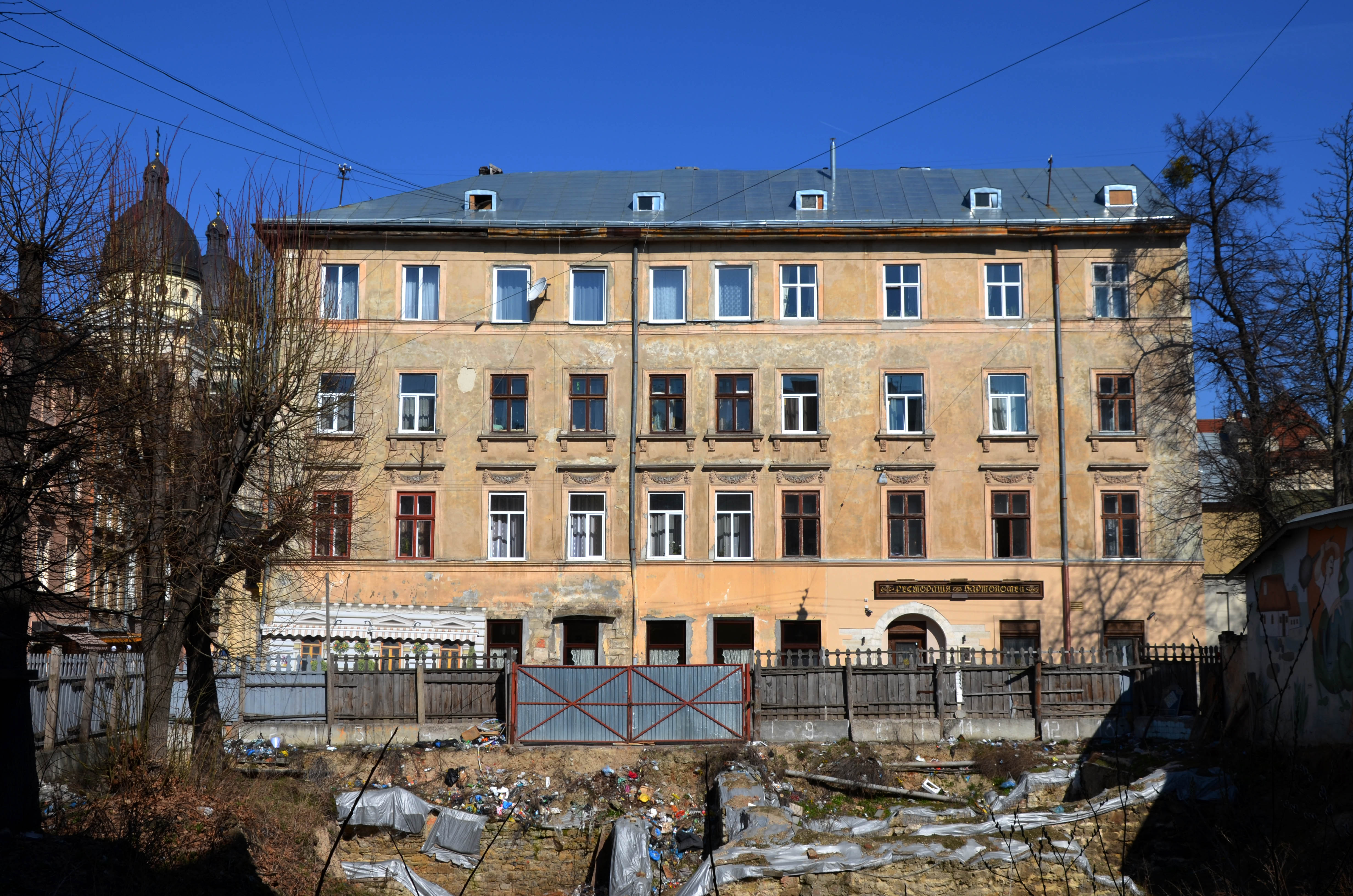
Бічний фасад (з боку вулиці Вірменської)
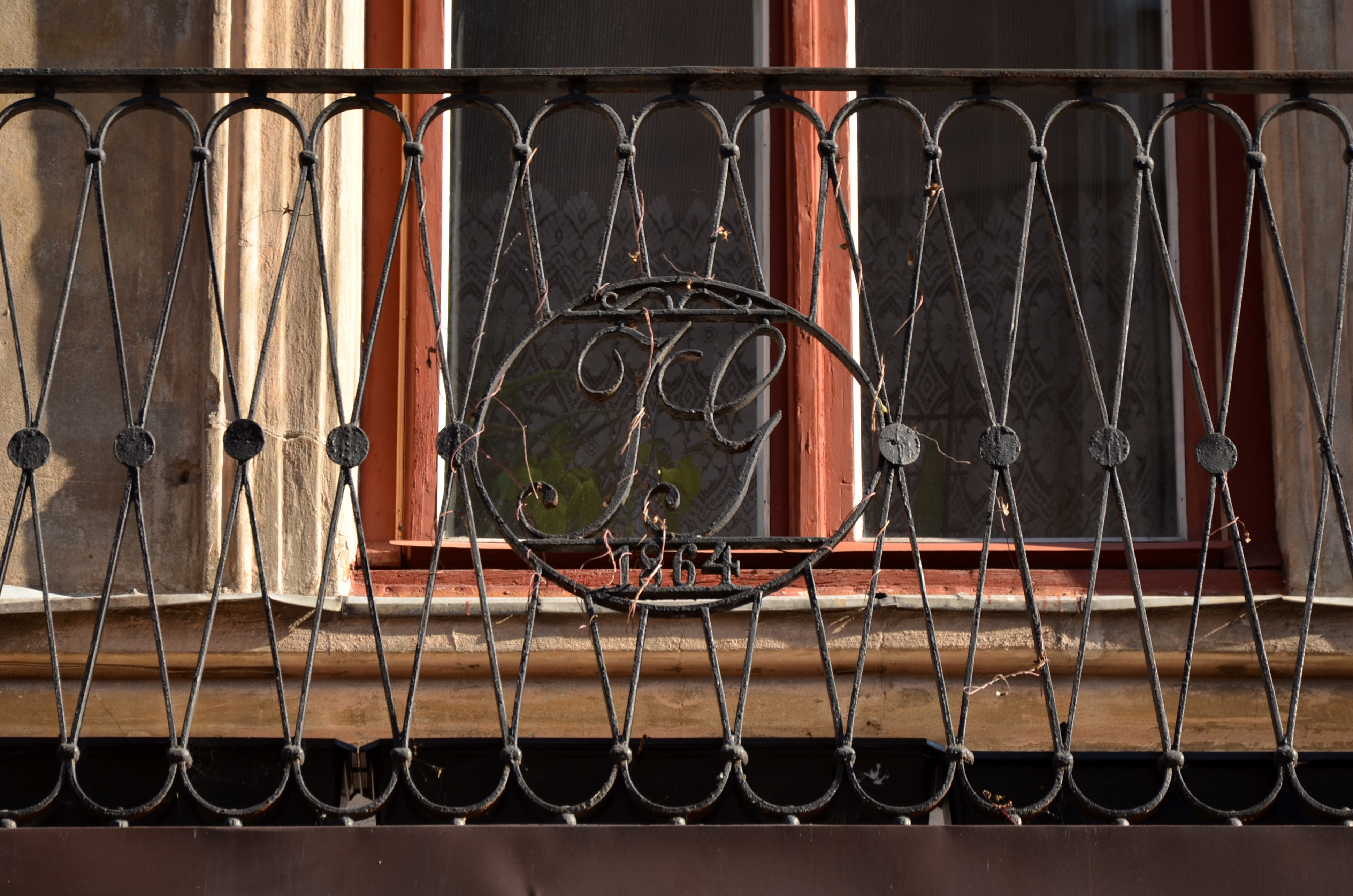
Монограма у решітці балкону
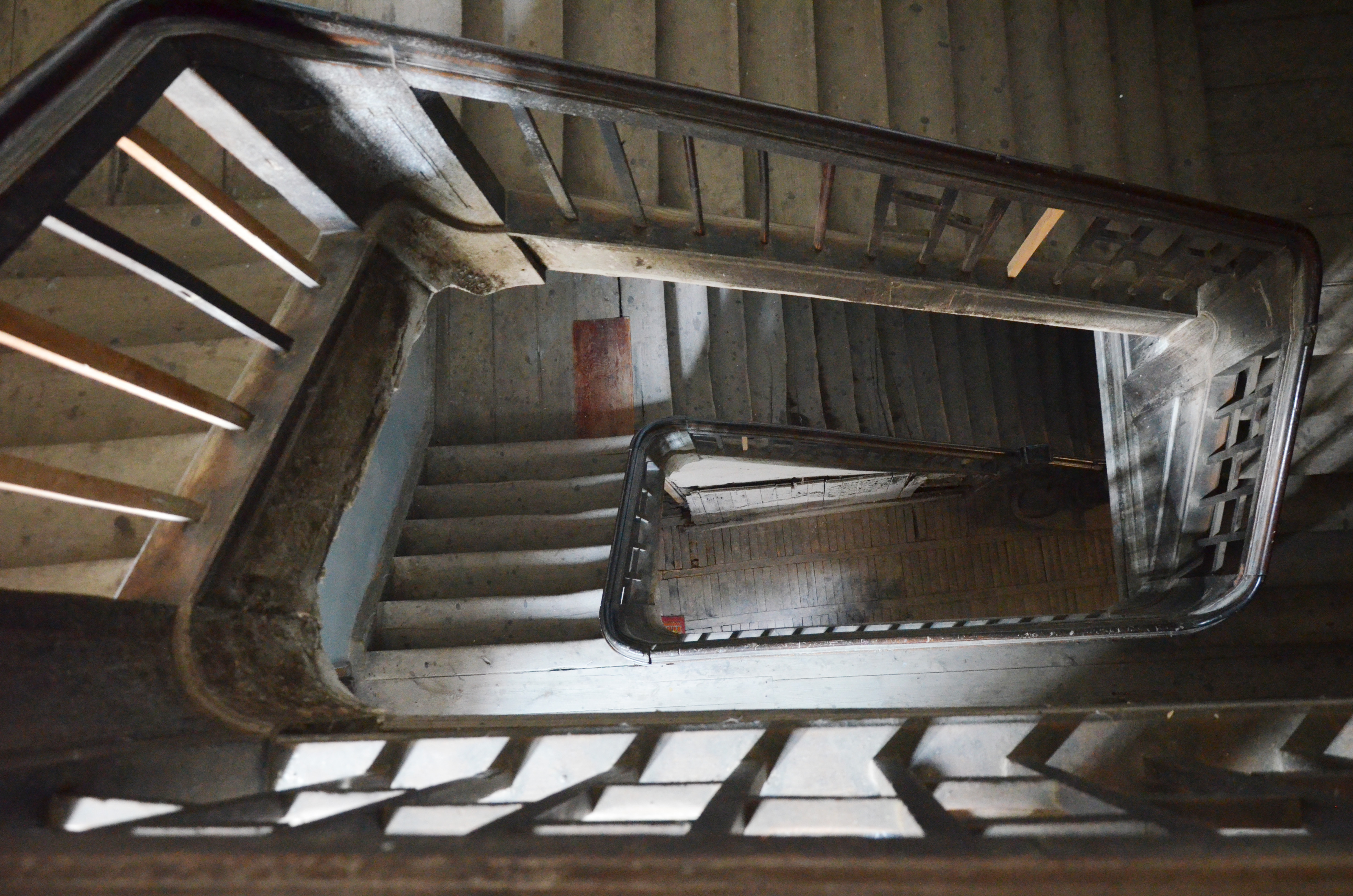
Сходова клітина
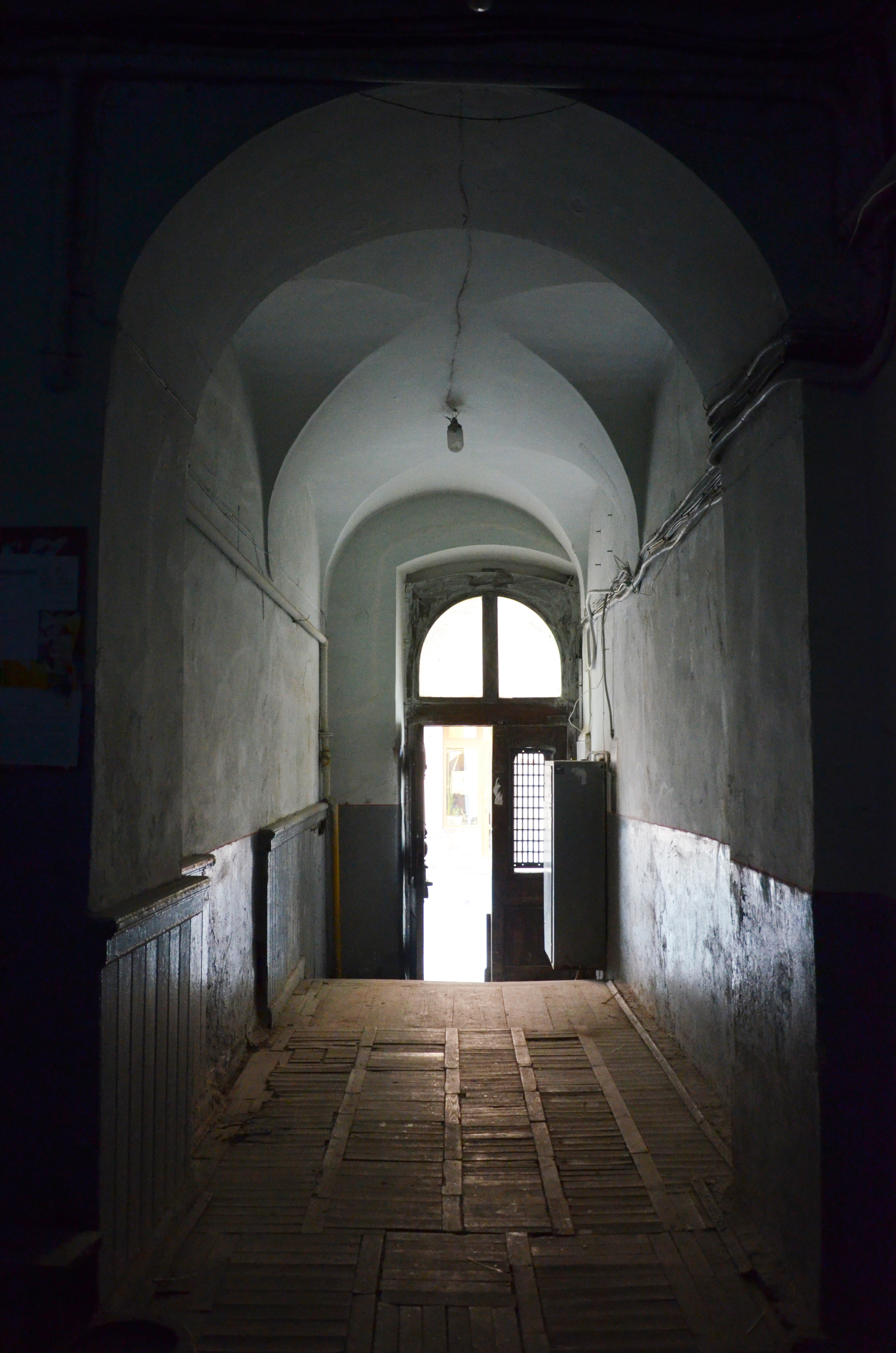
Інтер'єр під'їзду